# Michael Tobin
Pour les articles homonymes, voir Tobin.
Michael Tobin est un triathlète et duathlète américain champion du monde de Xterra Triathlon en 2000.

## Palmarès
Le tableau présente les résultats les plus significatifs (podium) obtenus sur le circuit international de triathlon depuis 1998.
| Année | Compétition                        | Pays       | Position           | Temps           |
| ----- | ---------------------------------- | ---------- | ------------------ | --------------- |
| 2000  | Championnat du monde Xterra - Maui | États-Unis | Médaille d'or      | 2 h 30 min 53 s |
| 1999  | Championnat du monde Xterra - Maui | États-Unis | Médaille d'argent  | 2 h 34 min 26 s |
| 1998  | Championnat du monde Xterra - Maui | États-Unis | Médaille de bronze | 2 h 31 min 22 s |